# Мата мата
Мата мата (лат. Chelus fimbriatus) је врста корњаче која живи у Јужној Америци. Најчешће се виђа у Амазону и Ориноку.

## Опис животиње
Ова корњача може да достигне дужину до два метра. Има оклоп са пуно грба, који обликом и бојом подсећа на комад дрвета у води, што је добро камуфлира у станишту у ком живи. Одрасле корњаче могу да достигну тежину и до 15. килограма.

## Исхрана
Са главе и врата јој висе крпице коже, које попут мамаца привлаче мале водене животиње — рибе и водоземце. Мата мата је опремљена великим вилицама и растегљивим ждрелом, захваљујући којима може да захвати већу количину воде, а са њом и радознале животиње.

## Станиште
Пошто је искључиво водена животиња, мата мата насељава влажна станишта на копну, као што су мочваре.